# Bianca Donadio
Bianca Donadio, in origine  Fanny Marie Gabrielle [Blanche] Dieudonné (Francia, 1849 – Quinéville, 1911), è stata un soprano francese.
Fanny Marie Gabrielle Dieudonné o Blanche Dieudonné nacque in una famiglia della piccola borghesia francese nel 1849. Rimase presto orfana del padre, impiegato, che lasciò la famiglia in precarie condizioni economiche.
Ebbe un'ottima preparazione musicale che unita alla sua voce cristallina e alle sue doti di interprete le valsero l'attenzione del famoso impresario teatrale Ferdinand Strakosch, fratello di Maurice Strakosch direttore del Teatro italiano di Parigi, che la fece debuttare nel dicembre del 1873 nella La sonnambula di Bellini, dando inizio a una carriera che da subito la fece diventare una stella di prima grandezza a livello internazionale grazie all’abilità imprenditoriale dello Strakosch che ne italianizzò il nome per il prestigio di cui godeva allora l’opera lirica italiana.
A New York interpretò il ruolo di Rosina nel Barbiere di Siviglia e di Elvira nel Don Giovanni suscitando un grandissimo entusiasmo.
Il suo debutto in Italia avvenne nel 1877 a Firenze.
Le opere preferite del suo repertorio erano: La sonnambula, la Stella del Nord, Amleto, Lucia di Lammermoor e il Barbiere di Siviglia.
Nella sua intensa e relativamente breve carriera si esibì nei più grandi teatri d'Europa e in America  entusiasmando il pubblico e guadagnando cifre favolose che le permisero di acquistare già nel 1878 una proprietà nei pressi di Parigi, a Le Vésinet, dove sistemò la madre vedova e la sorella e dove lei stessa si ritirò a vivere nel 1887 con il marito, il tenore di origine ticinese Giuseppe Frapolli (1846-1937) sposato il 14 maggio 1887 a Le Vésinet.
Il ritiro quasi contemporaneo dei due coniugi dalle scene teatrali fu oggetto di congetture in articoli sulla stampa internazionale.
All’epoca si parlò di un presunto ritiro della Donadio dalle scene per farsi monaca a Roma dovuto per alcuni alla vocazione religiosa nutrita fino dalla giovinezza, e da altri al voto fatto in occasione dell’incendio del vecchio teatro di Nizza la sera del 23 marzo 1881 mentre stava per entrare in scena per la rappresentazione della Lucia di Lammermoor di Donizetti.
Il teatro fu distrutto dalle fiamme in un’ora, le vittime furono un centinaio, la Donadio ne uscì miracolosamente illesa.
Dai documenti del Comune di Le Vésinet risulta invece che la coppia visse nella loro villa di Le Vésinet per più di 25 anni.
Nel 1887 morì il suo impresario Maurice Strakosch (1825-1887) e questa fu forse la vera causa del suo ritiro dalle scene.